# Ardisia neglecta
Ardisia neglecta är en viveväxtart som beskrevs av Madhavan Parameswarau Nayar och G.S. Giri. Ardisia neglecta ingår i släktet Ardisia och familjen viveväxter. Inga underarter finns listade i Catalogue of Life.